# ホレス・ヘンダーソン
ホレス・ヘンダーソン（Horace Henderson、1904年11月22日 - 1988年8月29日）は、フレッチャー・ヘンダーソンの弟で、アメリカのジャズ・ピアニスト、オルガニスト、編曲家、バンドリーダー。
ヘンダーソンはアメリカ合衆国ジョージア州カスバートで生まれた。後にウィルバーフォース大学に通いながら、ベニー・カーターとレックス・スチュワートを含むコレジアンズ (Collegians)と呼ばれるバンドを結成した。このバンドは後にホレス・ヘンダーソン・オーケストラとして知られ、その後、ディキシー・ストンパーズとして知られるようになった。ヘンダーソンはサミー・スチュワートと仕事をするためにバンドを離れ、1928年にコレジアンズと呼ばれる新たなバンドを結成した。ドン・レッドマンが1931年にこのバンドを引き継いだ。ヘンダーソンはバンドのピアニストおよび編曲家として働き続けた後、兄のために仕事を辞めた。
フレッチャー・ヘンダーソンの本には、フレッチャーのものとほぼ同数のホレスのアレンジが含まれていた。ホレスは絶え間なく活動し、バンドを率いて、編曲、録音、作曲を行い、1980年代までヘンダーソン兄弟でも、より才能があり熟練している方と考えられていたが、フレッチャーはもっと人気があり、この分野でより多くのことを成し遂げたとされている。
ホレス・ヘンダーソンは、同時代の数多くのジャズ・ミュージシャンたちのために編曲を行った。彼がアレンジした他のクライアントの中には、チャーリー・バーネット、カサ・ロマ・オーケストラ、トミー・ドーシー、ベニー・グッドマン、アール・ハインズ、ジミー・ランスフォードがいた。彼の最も有名な編曲は、彼自身の「Hot and Anxious」(その一部は「In The Mood」のメイン・テーマになった) と、「Christopher Columbus」であり、彼はその作曲者の1人であった (ただし、クレジットを受けることはなかった)。また、「Big John's Special」というタイトルのビッグバンド時代の別の人気のあるインストゥルメンタルを書いている。これらは、この時代の3つの重要な作曲作品であった。
そのキャリアのさまざまな時期には、レナ・ホーンとビリー・ホリデイ、両方のピアニスト兼音楽監督を務めた。